# Bernard Briand (sculpteur)
 (juillet 2023).
Pour les articles homonymes, voir Briand et Bernard Briand.
Bernard Briand, né le 21 décembre 1829 à Chalon-sur-Saône et mort le 3 janvier 1881 à Bourg-en-Bresse, est un sculpteur français.

## Biographie
Il fit ses études à l'Académie de Dijon et fut élève de Pierre-Paul Dubois. Il revint ensuite s'établir dans sa ville natale où il se mit à sculpter en bois des animaux de petite dimension. Il prit part à l'Exposition universelle de 1855 et continua d'exposer aux Salons de Paris jusqu'en 1865. À partir de cette date, les livrets ne font plus mention de lui. 
Il meurt le 3 janvier 1881 à Bourg-en-Bresse dans l'Ain. 